# ФК ДАК 1912.
ФК ДАК 1912. (мађ. Dunántúli Atlétikai Club Utánpótlás Futball Club), је мађарски фудбалски клуб из Ђера, Ђер-Мошон-Шопрон Мађарска.
Фудбалски тим из Ђера, традиционално, то је био други клуб по јачини из Ђеру иза ЕТО ФК Ђер. Последњих година постепено је слабио и постао трећи због напредовања Ђирмота. 
Због своје више од 100-годишње историје и успешних наступа у мађарском купу 1970-их и 1980-их, остао је познат као један од ветеранских клубова Мађарске. У клубу је раније деловало неколико одсека: фудбал, стони тенис, бициклизам, кошарка, одбојка, шах, куглање, тенис, планинарење, масовни спорт, пливање. Од свега овога само се фудбалска секција одржала најдуже, све то 2009. године када је и она угашена.

## Гашење клуба и стечај
Интеграл-ДАК се није појавио у распореду сезоне 2009–10 упркос томе што је завршио на 11. позицији у НБ II Западна дивизија. Клуб је угашен и престао са радом крајем 2009. године.